# Vodní kýla
Vodní kýla či hydrokéla (latinsky: hydrocele testis) vzniká nahromaděním tekutiny v tunica vaginalis testis, blance, která obaluje varle. Dle původu se rozlišuje kýla vrozená, která vzniká u novorozenců v důsledku přetrvávání komunikace dutiny břišní s dutinou varlete, a kýla získaná, která může vzniknout kdykoli během života, například následkem úrazu či při zánětech varlete a nadvarlete, často se však příčinu nepodaří zjistit.
Tunica vaginalis testis je část pobřišnice, která byla během sestupu varlat vytlačena do šourku, a tím se stala jedním z obalů varlat.
Vodní kýla je kýla nepravá. V některých případech se může jednat o oboustrannou vodní kýlu. Vodní kýla se projevuje pozvolna se zvětšujícím obsahem šourku, na pohmat není bolestivá. Pokud je varle naplněno, postižený cítí tlak a pocit tíhy. Jedná se o stav, který přímo neohrožuje život pacienta, ale může se projevovat nepříjemným tlakem či nadměrnou velikostí šourku. Diagnózu stanovuje urolog za pomoci sonografického vyšetření. Je nutné odlišit spermatokélu, varikokélu, zánětlivá a nádorová onemocnění varlat a nadvarlat.
U novorozenců, kteří mají tuto kýlu v důsledku přetrvávající komunikace, je časté, že se kýla spontánně uzavře během prvního roku života. Pokud nemá pacient obtíže, stačí sledovat vývoj vodní kýly a léčba není nutná. Při obtížích je možné provést operaci, během které se otevře váček a vyjme se celá sestupující stěna či se obrátí naruby, čímž se zamezí opětovné naplnění vaku.
Vodní kýla se může vyskytnout i u žen, a to jako hydrocele canalis Nuckii.